# Georg Placzek
Georg Placzek (26. září 1905 Brno – 9. října 1955 Curych) byl moravský židovský teoretický fyzik a (spolu s Lilli Hornigovou) jeden ze dvou občanů Československa, kteří se podstatnou měrou podíleli na americkém projektu Manhattan.
Mezi jeho spolupracovníky a přátele patřilo mnoho nejproslulejších teoretických i experimentálních fyziků prvé poloviny 20. století: Niels Bohr, Edward Teller, Hans Bethe, Felix Bloch, Rudolf Peierls, Werner Heisenberg, Lev Davidovič Landau, Victor Weisskopf, George Gamow, Robert Oppenheimer, Enrico Fermi, Edoardo Amaldi, Emilio Gino Segrè a další.
Placzkovy práce z oblasti Ramanovy spektroskopie jsou klasické a dodnes hojně citované. Významné práce vytvořil i v oblasti fyziky neutronů a matematické fyzice. Spolu s Frischem je spoluautorem přímého experimentálního důkazu jaderného štěpení.
Spolu s Bohrem a dalšími se podílel na objevu role izotopu uranu U235, se závažnými důsledky pro vývoj první atomové bomby i jaderného reaktoru.

## Biografie
Otcem Georga Placzka byl moravský textilní průmyslník Alfred Placzek (1870–1942), syn moravského zemského rabína Barucha Placzka. Jeho matkou byla Marianne Placzek (1882–1944), rozená Pollack, z brněnské průmyslnické rodiny Löw-Beerů. Od roku 1913 bydlela rodina v Alexovicích u Ivančic, kde Alfred Placzek vlastnil textilní továrnu. Zimní měsíce trávili v Brně. Georg byl nejstarší ze tří dětí, ale chtěl se věnovat vědě a rodinnou firmu nepřevzal.
Vystudoval Německé státní gymnázium v Brně (1918–1924), v letech 1924–1928 studoval na vídeňské univerzitě a pražské německé univerzitě, dizertaci z oboru elektrostatiky v látkovém prostředí obhájil ve Vídni, kde složil též doktorské zkoušky. Poté podnikl monumentální cestu mnoha centry světové fyziky v Evropě, USA i jinde. V dospělosti ovládal deset jazyků včetně latiny a řečtiny. Mezi lety 1928 a 1932 byl stážistou na univerzitách v Utrechtu, Lipsku, Göttingenu, Římě. Do roku 1938 pracoval zejména v proslulém Institutu Nielse Bohra v Kodani, kde se věnoval fyzice atomového jádra, především neutronů. Odtud se vypravil na tři zhruba půlroční stáže na pracovištích v Charkově (1933, 1936) a Jeruzalémě (1935).
Před nebezpečím nacismu emigroval do USA, ale rodiče a oba sourozenci zůstali v Československu a stali se oběťmi holocaustu.
Po trvalém přesídlení do USA v lednu 1939 pracoval na Cornellově univerzitě v Ithace, později jako uznávaný a inspirativní vedoucí teoretické skupiny v Chalk River u Montrealu, začleněné v rámci tzv. British mission do projektu Manhattan.
Od roku 1943 byl Georg ženatý s Holanďankou Els Placzkovou, roz. Andriesse (1912–2014), exmanželkou svého přítele a spolupracovníka fyzika Hanse von Halbana.
V květnu 1945 byl povolán přímo do Los Alamos. Během celé války byl Placzek klasifikován jako britský občan a 11. června 1945 získal americké občanství. Byl též dne 16. července 1945 očitým svědkem historicky prvního atomového výbuchu (experiment Trinity) v poušti u Alamogorda v Novém Mexiku. V lednu 1946 Placzek nahradil Hanse Betheho v čele teoretické skupiny. Los Alamos opustil Placzek ze zdravotních důvodů v červnu 1946.
Poté dva roky pracoval ve výzkumné laboratoři Electric Company v Schenectady, od roku 1948 se stal členem slavného Institute for Advanced Study v Princetonu. V roce 1953 přednášel v Miláne a Římě, roku 1955 získal Guggenheimovo stipendium pro roční působení na univerzitě v Římě.
Georg Placzek zemřel v říjnu 1955 v Curychu za okolností, které dlouho nebyly vyjasněny. Svědectví shromážděná z okruhu Placzkovy rodiny, dobových nekrologů i Placzkových kolegů okolo roku 2005 však ukazovala s vysokou pravděpodobností na sebevraždu, související zejména s vážným dlouhodobým psychickým onemocněním bipolárním syndromem. Nedávno nalezené forenzní a lékařské dokumenty hypotézu sebevraždy potvrzují a dále upřesňují, že bezprostřední příčinou úmrtí Georga Placzeka bylo srdeční selhání, způsobené silným předávkováním barbituráty. Smrt nastala v (dnes již neexistujícím) curyšském hotelu Im Park, kde bylo tělo Georga Placzka nalezeno o den později. V Curychu také dne 14. října 1955 proběhl jeho pohřeb, na kterém se smutečního proslovu ujal Leon Van Hove. Téhož dne proběhla kremace. Někdy po roce 1989 popel Georga Placzka spočinul na loučce curyšského hřbitova Sihlfeld. 

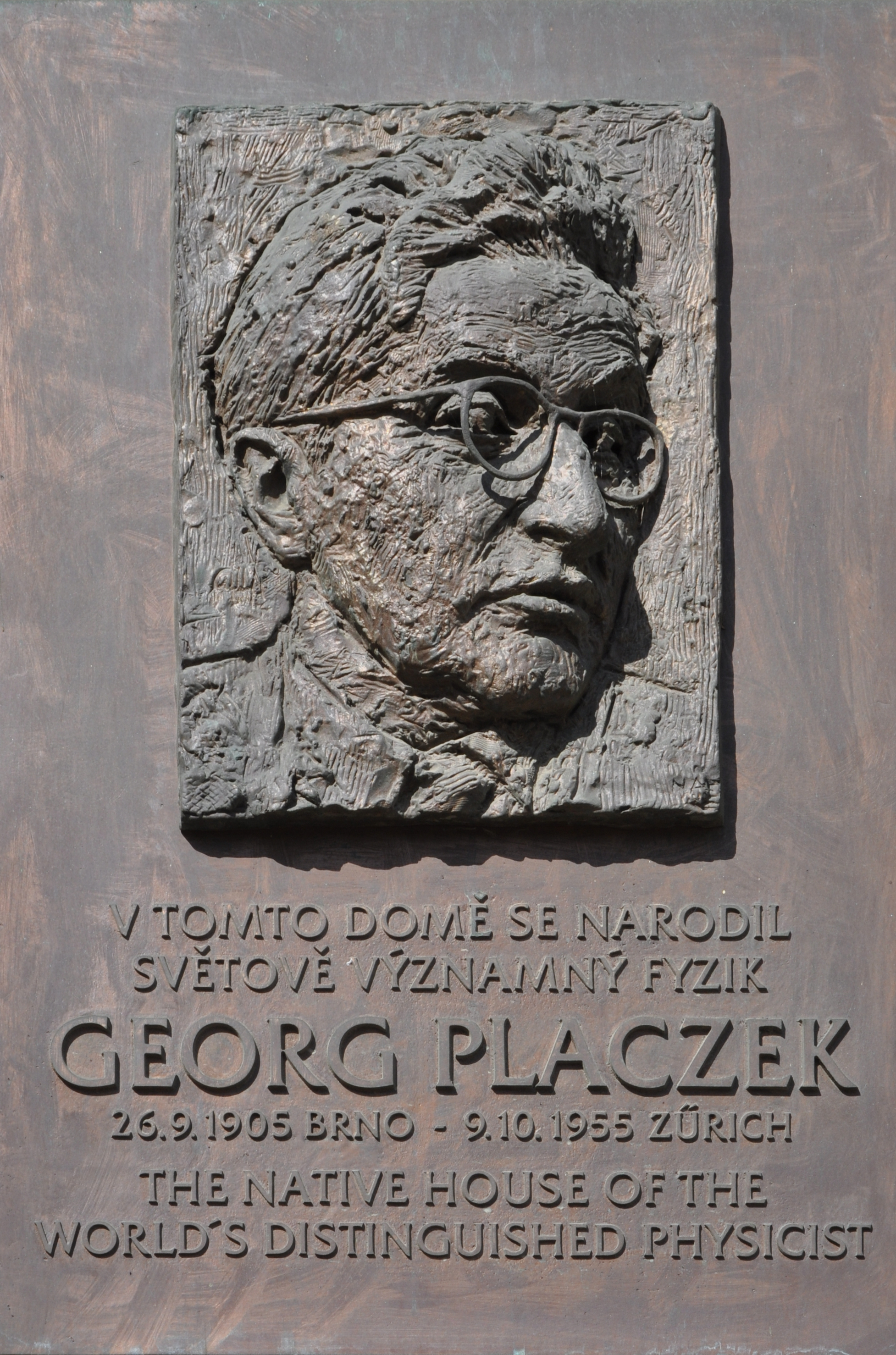
Pamětní deska na domě čp. 97 v Brně, náměstí Svobody

Na brněnském náměstí Svobody byla v roce 2005 Georgu Placzkovi na rodném domě odhalena pamětní deska (autorem je brněnský sochař Nikos Armutidis). Ve dnech 21.–24. září téhož roku se v Brně konalo mezinárodní symposium na jeho počest.

## Stipendium Georga Placzeka
Od roku 2010 je v Brně ve spolupráci s Nadací rodiny Placzekovy (Placzek Family Foundation) každoročně vyhlašováno stipendium pro maturanty středních škol, kteří byli přijati ke studiu fyziky na některé z renomovaných světových univerzit a studenty fyziky, u nichž se předpokládá, že se budou fyzice věnovat jako vědě.